# Diodore Ier de Jérusalem
Pour les articles homonymes, voir Diodore.
Diodore Ier (en grec Διόδωρος A', né Damian Karivalis en 1923 - mort en 2000) fut patriarche orthodoxe de Jérusalem du 16 février 1981 au 19 décembre 2000.

## Biographie
Diodore Ier naît dans l'île de Chios le 14 août 1923. À l'âge de 15 ans, en 1938, il rejoint la confrérie monastique du Saint-Sépulcre à Jérusalem et prononce ses vœux monastiques six ans plus tard. En 1947, devenu prêtre, il va à Athènes pour faire des études de théologie.
Il est nommé représentant du patriarche de Jérusalem à Amman en 1962, après avoir été élu évêque d'Hiérapolis : il le reste jusqu'à son élection patriarcale. Il y développe les écoles et les hôpitaux et organise l'aide aux réfugiés palestiniens.
Enfin, il est élu à la tête du Patriarcat orthodoxe de Jérusalem le 16 février 1981, après la mort de Benoît Ier. Il meurt le 19 décembre 2000, à l'âge de 77 ans, atteint d'une paralysie des membres inférieurs.